# Dreifaltigkeitskirche (Görlitz)
Die Dreifaltigkeitskirche ist eine evangelische Kirche in Görlitz. Sie wurde zwischen 1234 und 1245 als Klosterkirche des Franziskanerklosters am heutigen Obermarkt errichtet. 1564 wurde das Kloster in ein Gymnasium umgewandelt, die Kirche diente als Schul- und seit 1712 als Parochialkirche.

## Geschichte
Um 1200 wurde die Stadt Görlitz in dem Gebiet zwischen Lunitz, Neiße, dem heutigen Elisabethplatz und Brüderstraße angelegt. Damals noch vor den Mauern der Stadt, begannen wahrscheinlich 1234 die Brüder des 1210 gegründeten Franziskanerordens mit dem Bau des Klosters und der Kirche. Sie gehörte zur Sächsischen Franziskanerprovinz (Saxonia). Grund und Boden stiftete das Adelsgeschlecht der Wirsynge. Da die Franziskaner ihre Klöster in der Regel innerhalb des Mauerrings der Städte errichteten, ist es möglich, dass zu diesem Zeitpunkt bereits die Erweiterung der Stadtanlage beabsichtigt war. Am 21. August 1245, dem Montag nach Mariae Himmelfahrt (15. August), weihte Bischof Konrad von Meißen die Kirche zu Ehren der heiligen Jungfrau Maria und des heiligen Franziskus von Assisi. Fortan sollte die Feier der Kirchweihe (Kirmes) immer am Montag nach dem 18. August stattfinden – bis in das 20. Jahrhundert hinein gleichzeitig der Beginn des Görlitzer Kirmesmarktes.
1388 tagte das Provinzkapitel der Saxonia im Görlitzer Konvent. Als 1416 der Konventsprediger in ein anderes Kloster versetzt werden sollte, bat der Rat der Stadt Görlitz den Provinzialminister, den beliebten Franziskaner in Görlitz zu belassen. Am 23. Mai 1458 beschloss das in Braunschweig tagende Provinzkapitel, in Görlitz ein Studienhaus für den Ordensnachwuchs einzurichten, in dem 8 bis 10 Brüder, von „zwene vorstendliche und woltuchtige lesemeister […] nach gote, zucht ere und redlicheit des ordens“ ausgebildet werden sollten. Das Studium wurde über die Grenzen der Ordensprovinz Saxonia hinaus bekannt. Im Gefolge wuchs die Bibliothek des Konvents von 77 Büchern Mitte des 14. Jahrhunderts auf über 300 gegen Ende des 15. Jahrhunderts an. Der Bestand befindet sich nach seiner Auslagerung im Zweiten Weltkrieg heute nahezu vollständig erhalten in der Universitätsbibliothek Breslau.

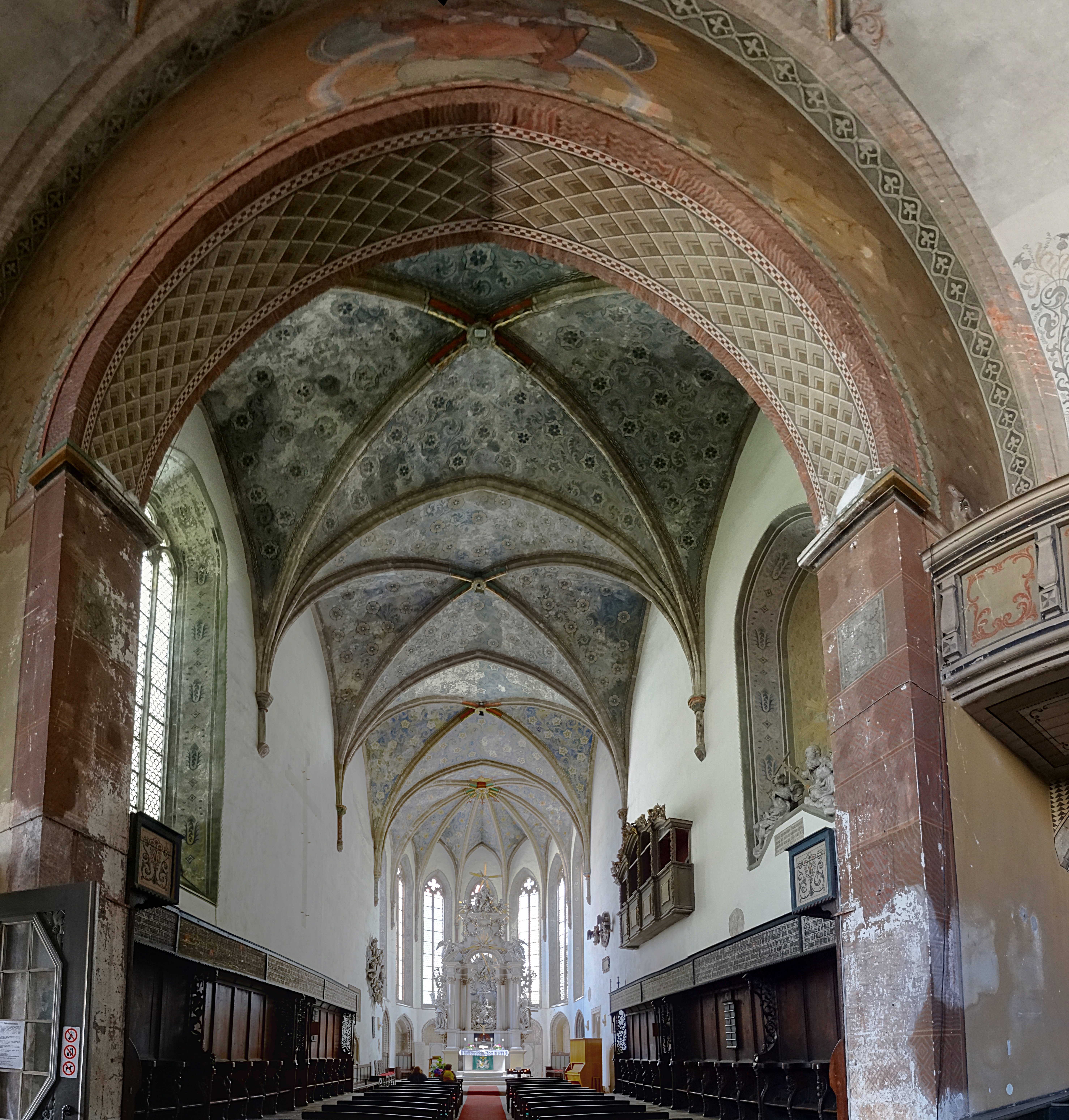
Chor

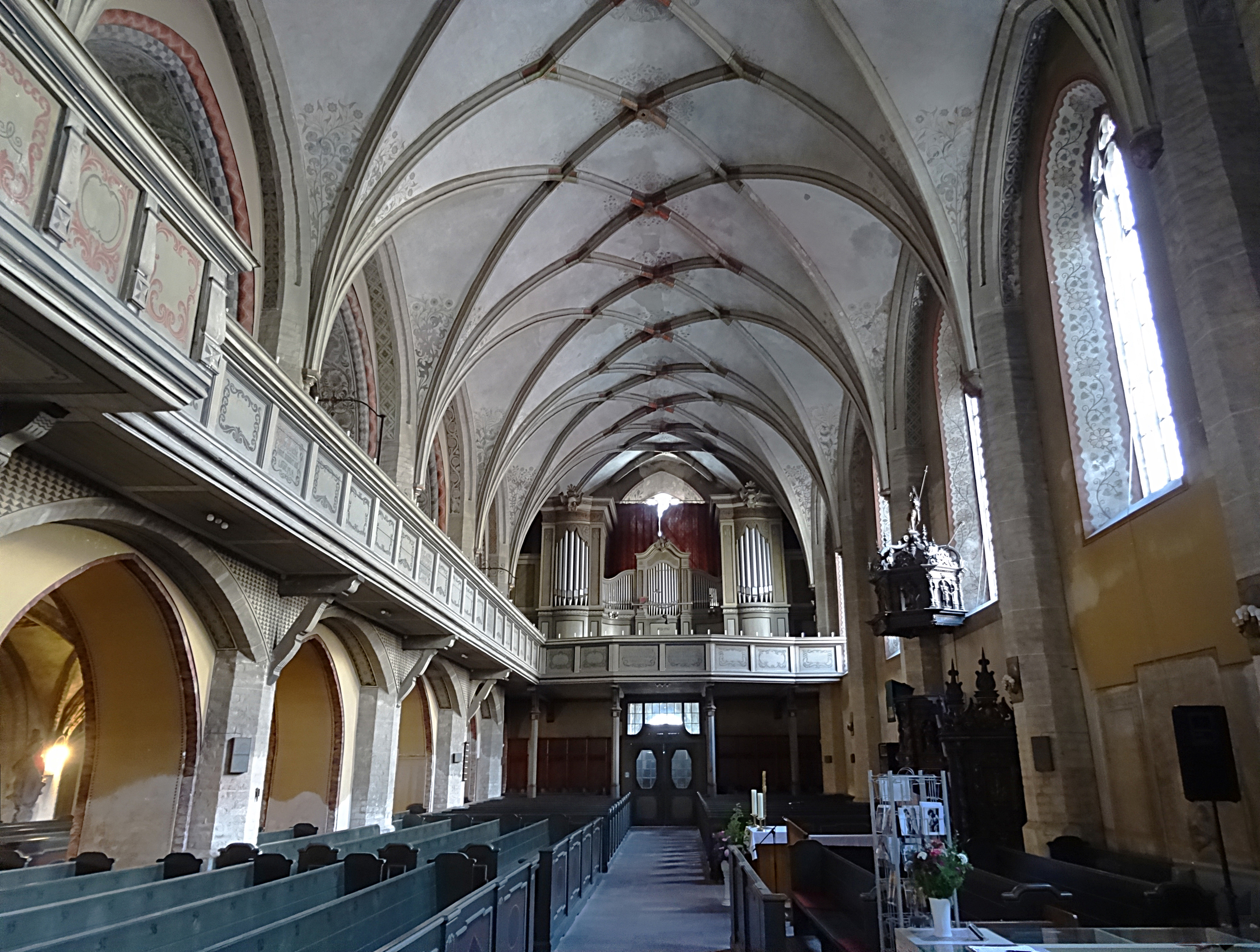
Hauptschiff

In der Mitte des 15. Jahrhunderts gewann im Franziskanerorden die sogenannte Observanzbewegung an Einfluss, die auf eine Reform des Ordenslebens hin zu einer strengeren Beachtung der Ordensregeln hinarbeitete. Trotz einer Predigtreise von Johannes Capistranus, die ihn zum Jahreswechsel 1452/1453 auch in den Görlitzer Franziskanerkonvent führte, konnten sich die Observanten jedoch, anders als in Böhmen, wo sie die Unterstützung des böhmischen Königs und Görlitzer Landesherren Vladislav II. genossen, nicht durchsetzen. Auch auf Drängen des Stadtrates wurde das Kloster 1462 zwar bei einem zweiwöchigen Besuch des Provinzials Nikolaus Lackmann reformiert, folgte dabei aber der gemäßigteren Armutsrichtung nach den Martinianischen Konstitutionen, einer „Observanzbewegung außerhalb der Observanz“ der sich, nach einem Vermittlungsversuch des Papstes Martin V. 1430 viele Klöster der Franziskanerprovinz Saxonia anschlossen.
An der Neugestaltung des Klosterlebens, im Sinne des Armutsgelübdes der Franziskaner, beteiligte sich auch der Rat der Stadt Görlitz intensiv. Ihm ging es dabei zum einen um die Qualität der klösterlichen Seelsorge, zum anderen aber auch um seinen Einfluss auf den Klosterbesitz, den er durch sein Besetzungsrecht für das Prokuratorenamt im Sinne des Klosters und der Stifter verwaltete. Konkret hoffte man, dass sich der Anteil des vom Rat verwalteten Klosterbesitzes erhöhen würde, da die Reform nicht nur den Ordensbrüdern persönliche Armut, sondern auch den Konventen Besitzlosigkeit vorschrieb. Allgemein galt für die Franziskaner, dass sie wegen ihrer von der Ordensregel gebotenen Ablehnung von Besitz und Geldverkehr in großem Maße von der Bürgerschaft und den Räten der Städte abhängig waren, in denen sie sich ansiedelten. Diese Abhängigkeit kam den Görlitzer Bürgern im „Bierstreit“ mit dem Pfarrer der Görlitzer Hauptkirche, Johannes Behem, sehr gelegen. Als der Rat diesem 1488 den Ausschank importierten Bieres verbot, belegte Behem kurzerhand die Stadt mit dem Interdikt. Lediglich im Kloster, für das die Anordnung des Weltgeistlichen nicht galt, und in der Heilig-Kreuz-Kapelle, wo für 1490 und 1491 eine Ausnahmeerlaubnis beim Meißner Bischof erlangte, konnten die Görlitzer Bürger nun noch den Gottesdienst besuchen. Endgültig beigelegt werden konnte der Streit erst 1501 mit dem Abtritt Behems.
Um die Frage, wem das Kloster unterstellt sein solle, nachdem es sich der martinianischen Reformbewegung angeschlossen hatte, brach 1498 ein langjähriger Streit zwischen dem in diesem Jahr gewählten Provinzialminister der Saxonia Johannes Heymstede und dem Rat der Stadt aus. Die martinianischen Klöster bildeten eine eigene Kustodie in der Sächsischen Franziskanerprovinz mit einem Visitator regiminis als Oberen, der das Görlitzer Kloster nachweislich mindestens seit 1476 angehörte. Während der Provinzialminister forderte, den Konvent wieder dem Kustos der Kustodie Goldberg zu unterstellen, bestand der Rat darauf, dass das Kloster weiter dem Visitator regiminis der martinianischen Franziskanerklöster Görlitz, Zwickau, Leipzig und Schweidnitz unterstellt bliebe. Mit der Drohung, das Kloster andernfalls der noch strengeren Observanzbewegung anzuschließen, und unter Einschaltung des Kardinalprotektors Giuliano della Rovere setzte sich der Rat schließlich durch. Am 28. Juli 1498 musste Heymstede den Schweidnitzer Lesemeister Benedikt von Löwenberg zum Visitator regiminis einsetzen. Diesem werden 1503 auch die Konvente von Berlin, Dresden, Frankfurt a.d. Oder, Gransee, Wittenberg, Zerbst und Zwickau unterstellt, und er führte ein eigenes Siegel. Dies erklärte Provinzial Johannes Heymstede am 10. Juli 1503 gegenüber dem Görlitzer Rat. Noch 1508 finden sich mahnende Worte des Rates an Heymstedes Nachfolger Ludwig Henning, dass der Rat für die Ordensdisziplin nicht bürgen könne, wenn dieser das Görlitzer Kloster der Kustodie zu unterstellen wünsche. Henning sicherte daraufhin in einem Brief zu, nichts zu unternehmen, was der geistlichen Zucht schädlich sein könnte.
1506 änderte sich die Situation erneut, als der 1503 zum Papst Julius II. gewählte della Rovere mit zwei Bullen  jedem Franziskanerkonvent entweder den Anschluss an die Martinianer oder die Observanten befahl; 1510 schärfte der Papst in der Bulle Decet Romanum Pontificem dies erneut ein. Es war nunmehr das Bestreben des Rates, einen Anschluss des Klosters an die strenge Observanzbewegung zu verhindern. Entsprechende Verhandlungen wurden bereits 1511 zwischen Provinzial Henning und den Kustodien Goldberg und Breslau geführt. Der Rat verhinderte daraufhin die Teilnahme der Görlitzer Franziskaner am Provinzkapitel. Gleichzeitig bat er den böhmischen König und den Ordensgeneral der Franziskaner, Philipp de Bagnacavallo, um Intervention. Tatsächlich wurde von letzterem der Status quo erneut bestätigt. Auch in den Auseinandersetzungen mit den Franziskanern zeigt sich wieder der große Einfluss, den der Rat nicht nur auf das Kloster, sondern auch auf höheren Ebenen der Ordensorganisation geltend machen konnte. Noch 1521 wies der Stadtrat die Wächter an den Stadttoren an, keine Franziskaner ohne Wissen des Guardians des Franziskanerklosters in die Stadt zu lassen. Bei der Trennung des Franziskanerordens in die Observanten (Ordo fratrum minorum regularis observantiae, in Zukunft Franziskaner genannt) und die Konventualen (Ordo fratrum minorum conventualium, die Minoriten oder Konventualen) im Jahr 1517 durch die Bulle Ite et vos blieb Görlitz bei den Franziskanern. Als das Generalkapitel des Ordens 1523 die Kustodie Breslau und die Klöster Liegnitz und Goldberg aus der Sächsischen in die Böhmische Franziskanerprovinz umgliederte, wurde Görlitz für kurze Zeit zum Sitz einer eigenen Kustodie in der Saxonia für die restlichen Konvente der Kustodie Goldberg.
Bereits unmittelbar zu Beginn der Reformation – erste lutherische Predigten sind in Görlitz für das Jahr 1521 belegt – begannen auch in Görlitz die Franziskaner, das Kloster zu verlassen, so dass 1563 als letzter von ihnen Urban von Weißbach das Kloster der Stadt übergab. Er tat dies unter der Bedingung, dass der Rat eine Schule in den Gebäuden einrichtete, was dieser 1565 tat. 1565 verließen die letzten Franziskaner Görlitz. 1568 wurde vom evangelischen Schulpfarrer Melchior Scheffler die erste evangelische Predigt in dem nun als Schulkirche dienenden Sakralbau gehalten. 1712 erhielt die Kirche schließlich eine eigene Parochie und wurde 1715, nach dreijähriger Renovierung als Kirche der Heiligen Dreifaltigkeit eingeweiht.
Seit 1951 gibt es wieder eine Niederlassung der Franziskaner, als die Schlesische Franziskanerprovinz (Silesia) im Ortsteil Weinhübel in Kloster gründete. Wegen Nachwuchsmangel musste die Silesia 1989 die Niederlassung aufgeben, die von polnischen Franziskanern übernommen wurde.

## Baugeschichte
Die ursprüngliche Mönchskirche war eine einfache Saalkirche. Sie entsprach damit dem Bestreben der Franziskaner, ihrem Armutsgelübde auch nach außen zu entsprechen. So durfte, gemäß der im 13. Jahrhundert gültigen Ordensregel, die Kirche eines Franziskanerkonvents nicht höher als 30 Fuß sein, die übrigen Klostergebäude nicht höher als 20 Fuß. Auch sollten die Kirchen keinen Glockenturm und, abgesehen vom Chor, keine farbigen Fenster haben, beim Bau des Klosters sollte des Weiteren auf Stein möglichst verzichtet werden. Im 14. Jahrhundert wandten sich die Franziskaner einer repräsentativeren Bauweise zu, was sich auch in den Bautätigkeiten am Görlitzer Franziskanerkloster widerspiegelt.

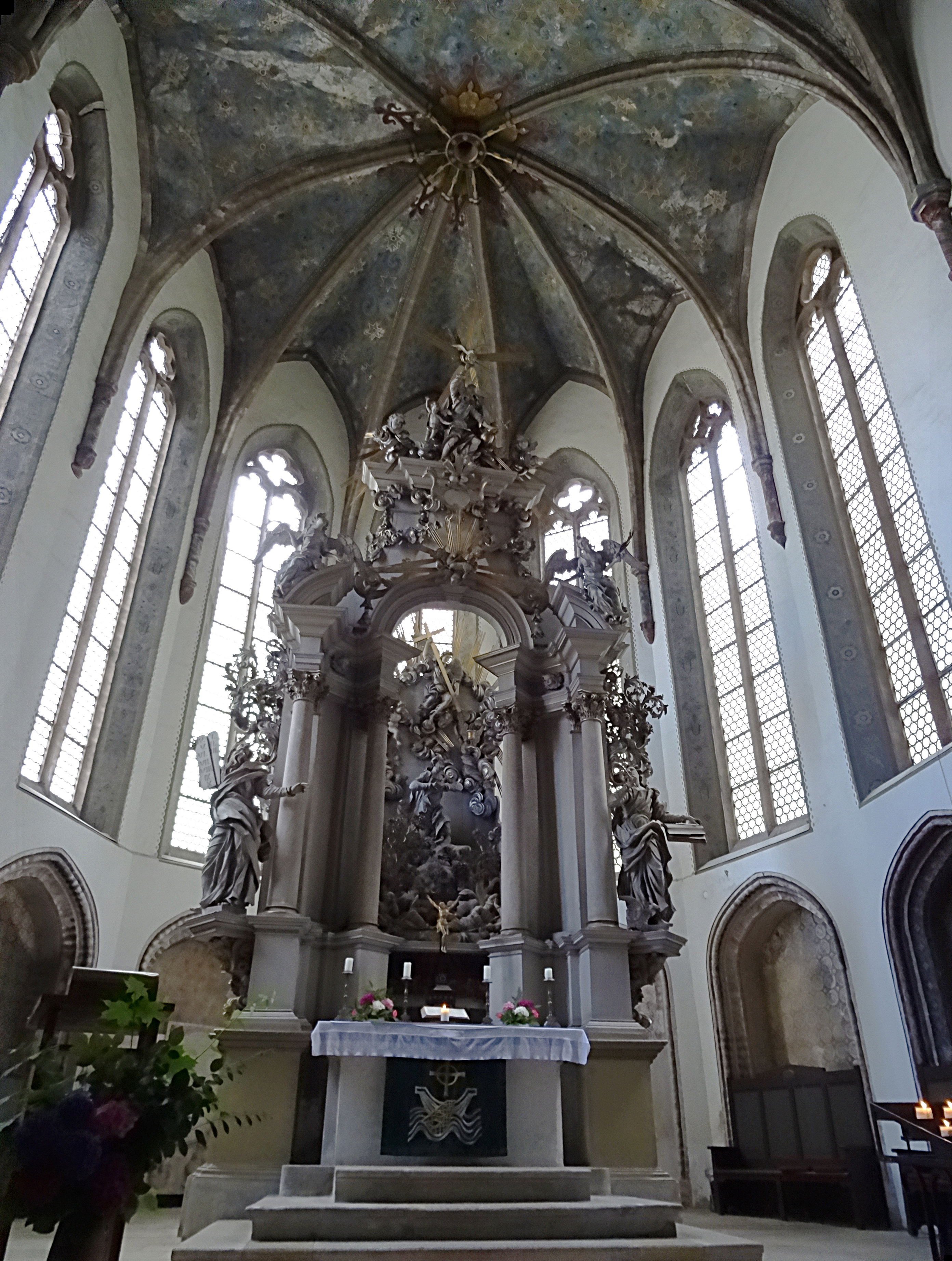
Der barocke Hochaltar

Zwischen 1371 und 1381 wurde die spätromanische Apsis durch den gotischen Chor erweitert und der Glockenturm hinzugefügt, der auch „Mönch“ genannt wird. Seine Uhr geht übrigens bis heute stets sieben Minuten vor. Diese Besonderheit stammt aus dem Mittelalter, man wollte damit erreichen, dass die Stadtwache immer pünktlich ihren Dienst antrat. Der Chor ist das älteste Bauwerk der Gotik in Görlitz. Dieser selbst wurde erst von 1450 bis 1470 erbaut. Die Einwölbung des ursprünglich flach gedeckten Kirchenschiffes erfolgte möglicherweise durch Conrad Pflüger, der 1490 einen Vertrag mit dem Stadtrat über seine Berufung als Stadtbaumeister abschließt.
Setzt man voraus, dass die Stadterweiterung bereits zu Baubeginn beschlossene Sache war, liegt die Klosteranlage – sie erstreckte sich ursprünglich über den Klosterplatz bis an die Stadtmauer, etwa auf Höhe des heutigen Elisabethplatzes – innerhalb der Stadtmauern, sowie an der Hauptverkehrsachse des mittelalterlichen Görlitz. Ebenfalls ist das Kloster, in Hinblick auf die Bevölkerungsschichten, denen sich die Franziskaner mit besonderer Aufmerksamkeit widmeten, in unmittelbarer Nähe zu den Handwerker- und Armutsquartieren angelegt. All dies ist typisch für Klosteranlagen der Franziskaner.
Der Innenraum der Kirche wird heute durch den barocken Hochaltar, vor dem sich noch die Sitzbänke der Klosterbrüder befinden, beherrscht. Dem neuen Altar musste während der Renovierung von 1712 bis 1715 das eigentliche Kleinod der Kirche, der spätgotische Marienaltar, der heute die Barbarakapelle ziert, weichen. 1670 erhielt die Kirche eine mit Darstellungen der Apostel verzierte Kanzel an der Nordwand.

## Sanierung mit Mitteln der „Altstadtmillion“
Zwischen 1996 und 2015 wurden zahlreiche Sanierungsarbeiten durchgeführt, die über die Altstadtstiftung Görlitz aus der Altstadtmillion finanziert worden sind. So wurde etwa 2004 die Turmuhr instand gesetzt, ab 1996 wurden die Laibungen der Altarfenster restauriert. In mehreren Schritten wurde weiterhin der Dachstuhl saniert.

## Kirchenausstattung

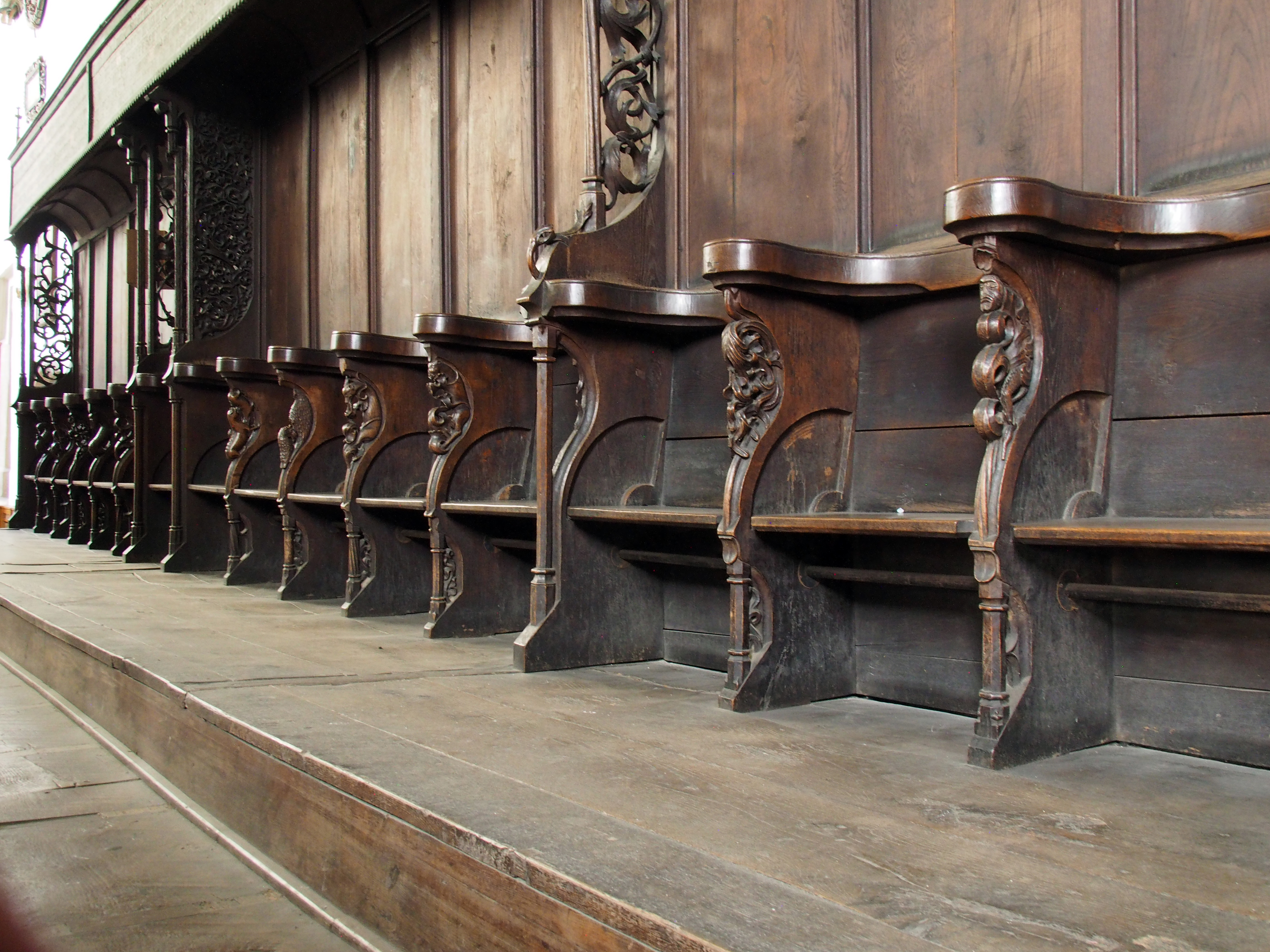
Chorgestühl

- Barocker Hochaltar von Caspar Gottlob von Rodewitz
- Chorgestühl von 1484 mit chronikalischer Inschrift zur Geschichte des Görlitzer Franziskanerklosters. Die seit 1945 als verschollen geltenden Teile des Chorgestühls befinden sich seit den 1950er-Jahren im Posener Dom, wo sie im Presbyterium aufgestellt sind und genutzt werden.
- Im Zuge einer Renovierung 1909/1910 entdeckte man im Gewölbe unter den Emporen des südlichen Seitenschiffs gotische Malereien, legte diese frei und restaurierte sie im damaligen Zeitgeschmack. In insgesamt sechs Jochen zeigen sich aufwändige ornamentale und florale Gestaltungen, wobei das östliche Joch mit einem großen Engelkonzert besondere Aufmerksamkeit verdient. Diese Darstellung mit 32, auf spätmittelalterlichen Musikinstrumenten spielenden Engeln ist ein Bildzyklus des ambrosianischen Lobgesangs Te Deum, dessen vollständiger Text in den Schriftbändern der Engel wiedergegeben wird. Die Entstehungszeit der Malerei wird auf etwa 1425 bis 1435 geschätzt. Die freiliegende Präsentation hat unübersehbare Spuren hinterlassen, eine Sanierung ist im Rahmen einer grundhaften bauliche Instandsetzung und Restaurierung der Dreifaltigkeitskirche geplant.[15]

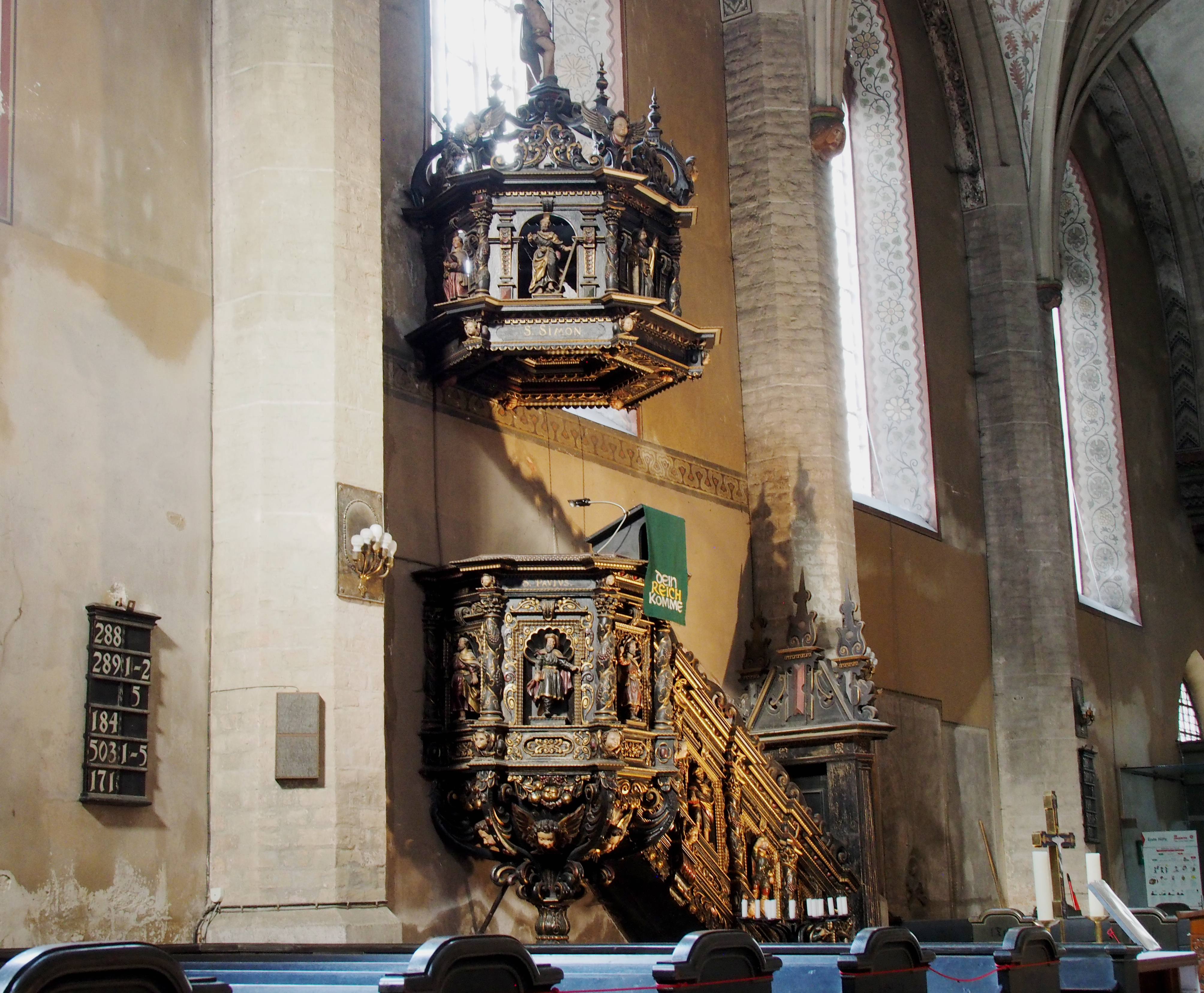
Kanzel
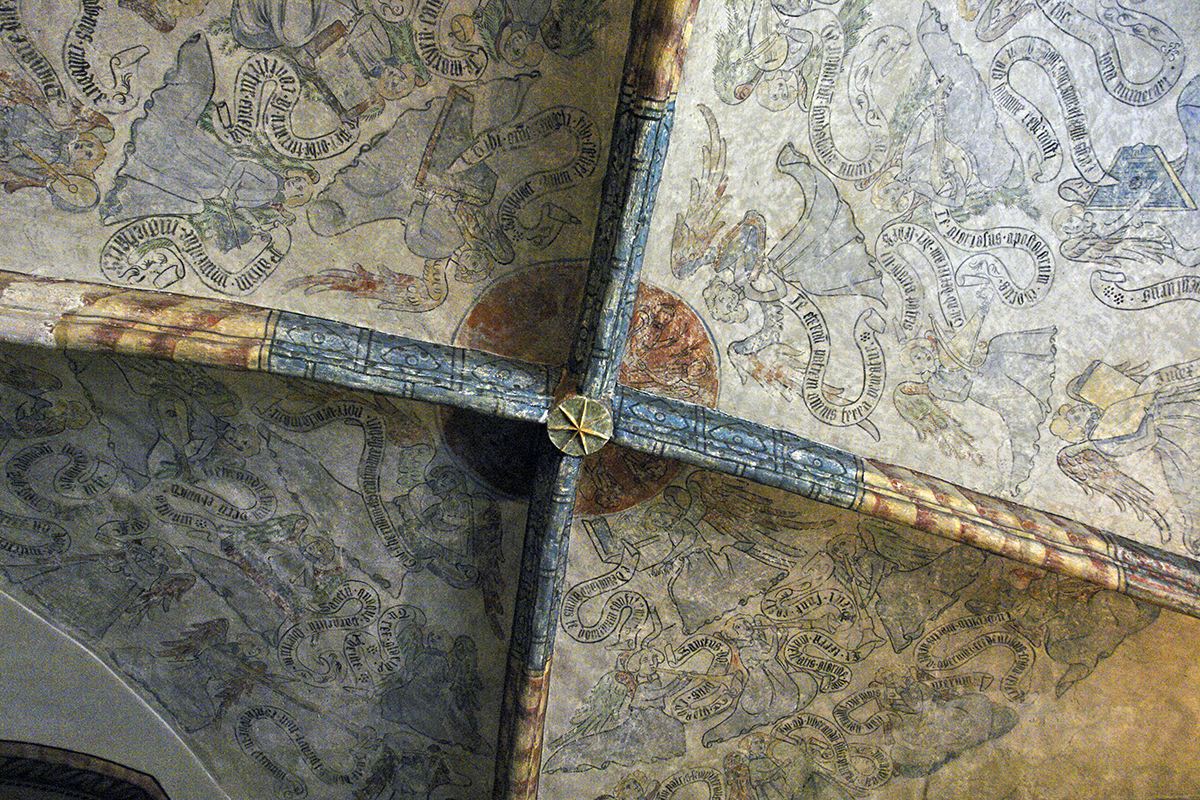
Gewölbe
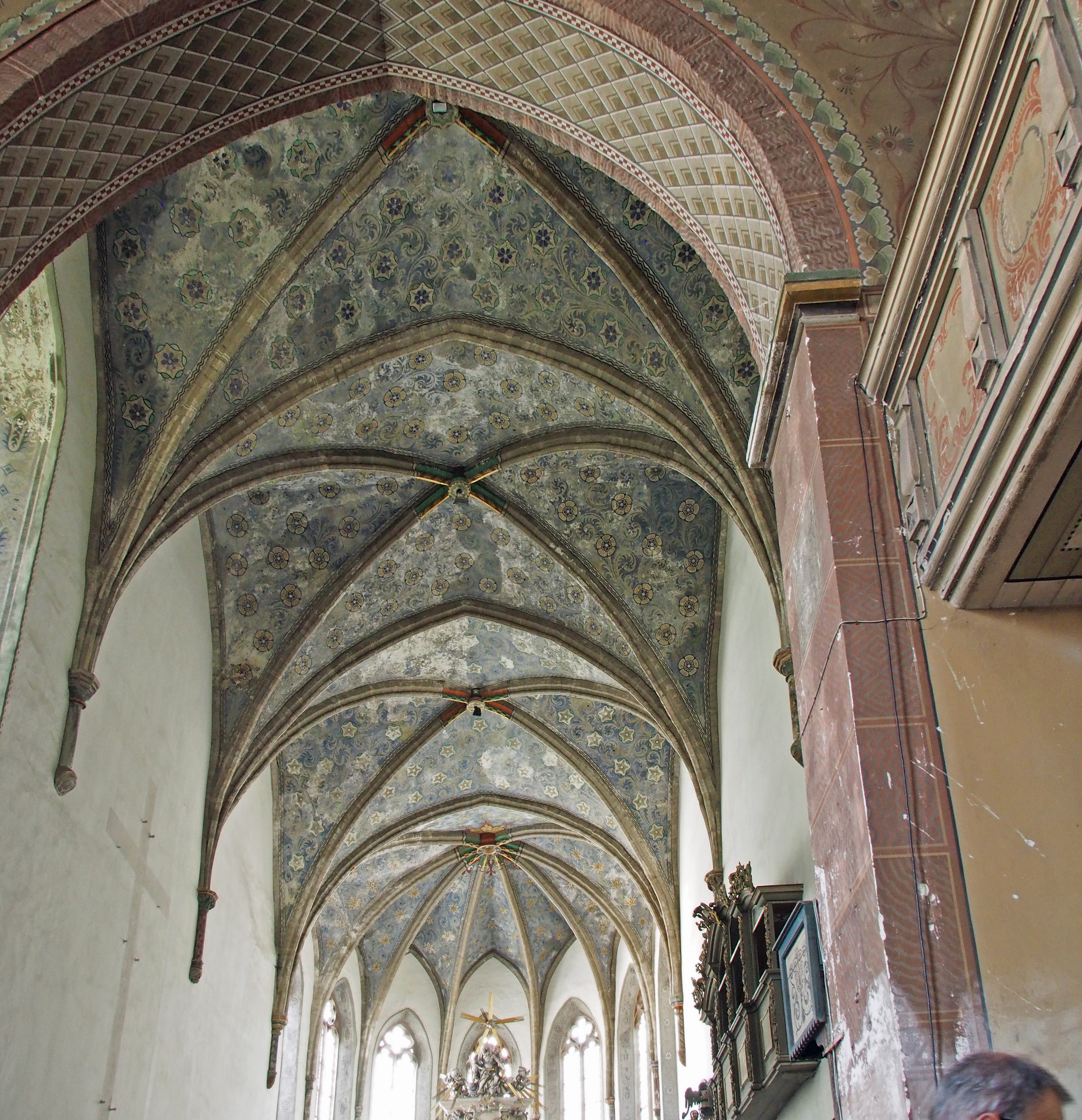
Chorgewölbe
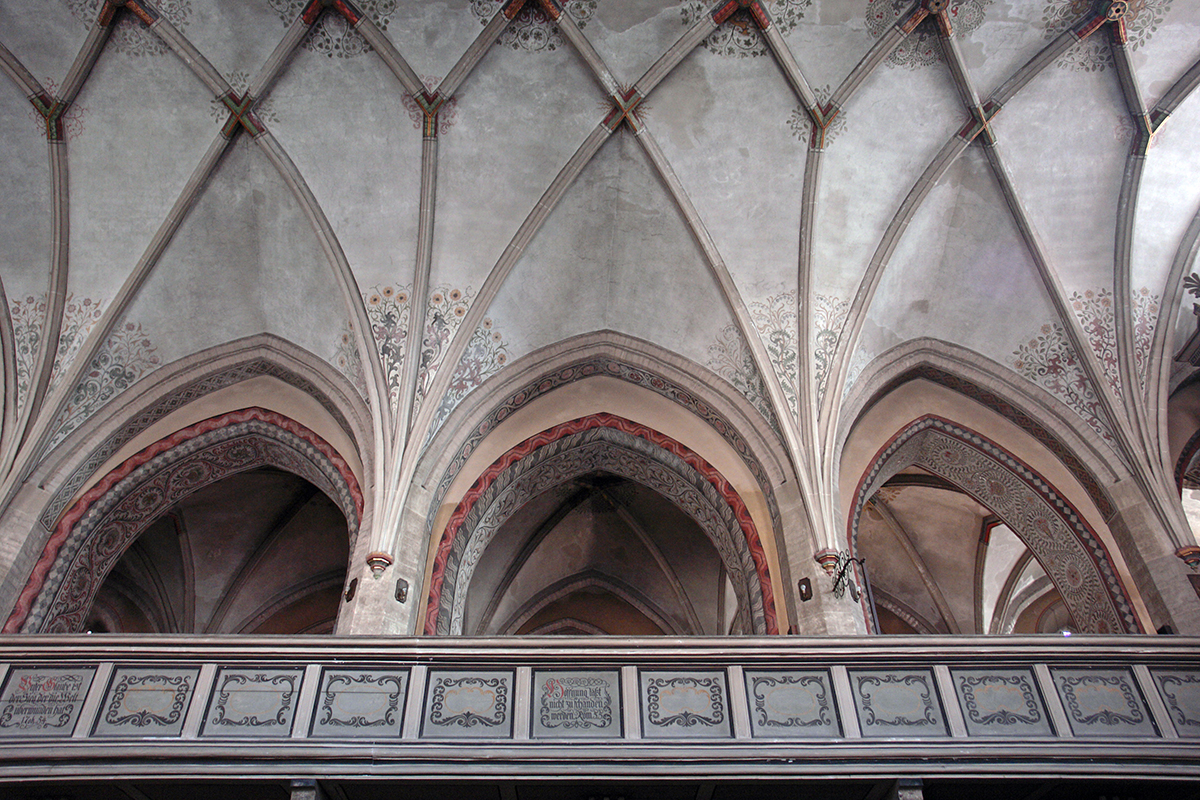
Empore im Hauptschiff
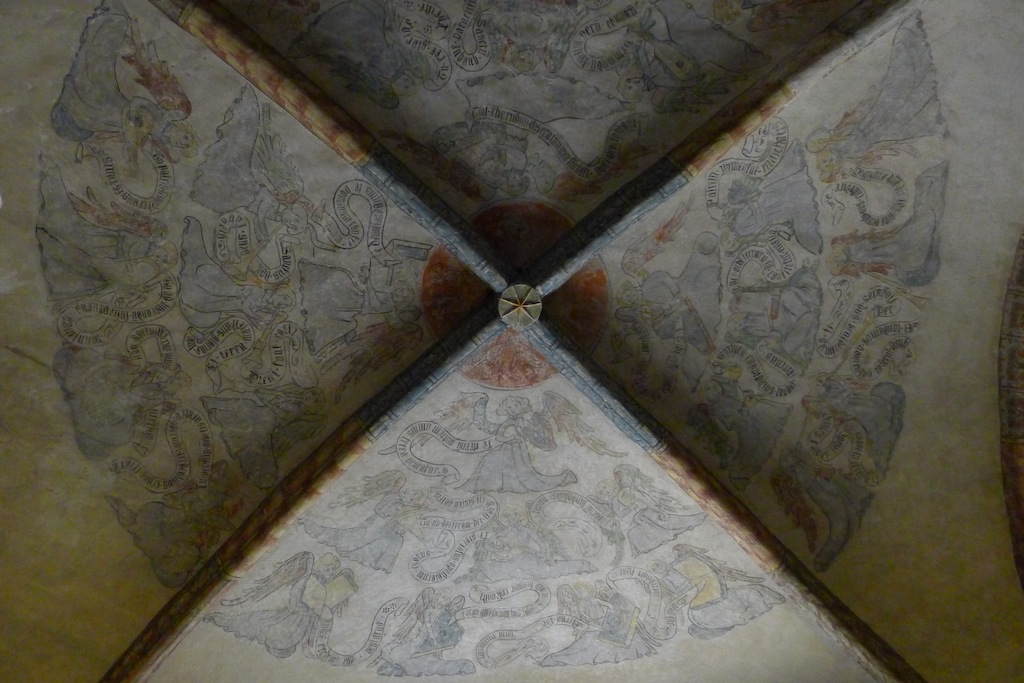
Engelskonzert

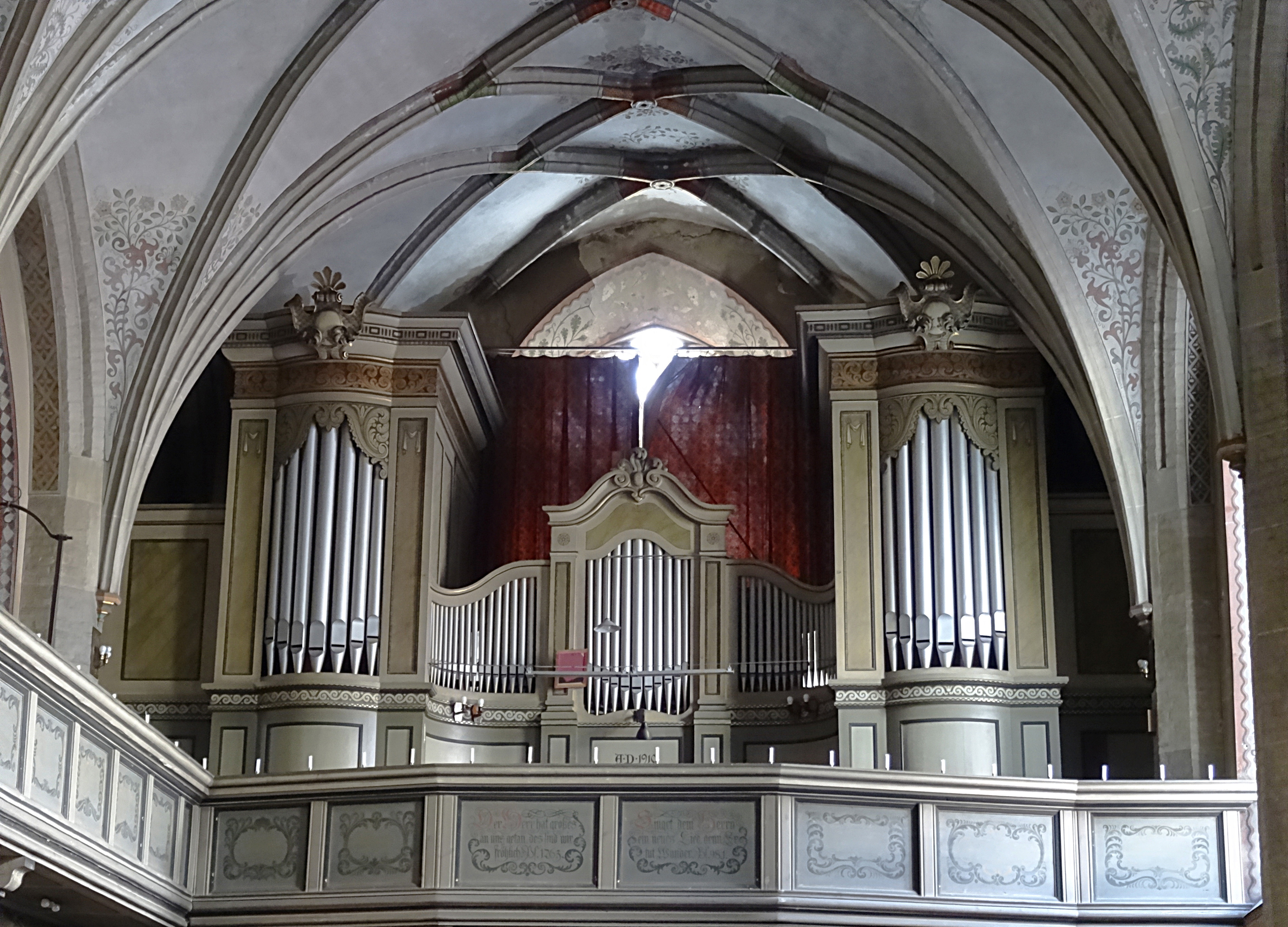
Die Orgel

Die Orgel der Dreifaltigkeitskirche wurde 1955 von Eule Orgelbau im alten Gehäuse von Julius Röhle (1910) mit Teilen von Ladegast (1873) neu errichtet. Das Instrument hat 28 klingende Register auf zwei Manualen und Pedal.
| I Hauptwerk C–f3 |             |        |
| 1.               | Pommer      | 16′    |
| 2.               | Prinzipal   | 08′    |
| 3.               | Rohrgedackt | 08′    |
| 4.               | Oktave      | 04′    |
| 5.               | Spitzflöte  | 04′    |
| 6.               | Quinte      | 02 ⁄3′ |
| 7.               | Blockflöte  | 02′    |
| 8.               | Mixtur VI   |        |
| 9.               | Trompete    | 08′    |

| II Brustwerk C–g3 |                 |        |
| 10.               | Gedackt         | 08′    |
| 11.               | Quintadena      | 08′    |
| 12.               | Praestant       | 04′    |
| 13.               | Rohrflöte       | 04′    |
| 14.               | Oktave          | 02′    |
| 15.               | Quinte          | 01 ⁄3′ |
| 16.               | Sifflöte        | 01′    |
| 17.               | Sesquialtera II |        |
| 18.               | Zimbel IV       |        |
| 19.               | Krummhorn       | 08′    |
|                   | Tremulant       |        |

| Pedal C–f1 |               |     |
| 20.        | Prinzipalbass | 16′ |
| 21.        | Subbass       | 16′ |
| 22.        | Oktavbass     | 08′ |
| 23.        | Gemshorn      | 08′ |
| 24.        | Choralbass    | 04′ |
| 25.        | Rauschwerk V  |     |
| 26.        | Posaune       | 16′ |
| 27.        | Clarine       | 04′ |

- Koppeln: II/I, I/P, II/P

## Barbarakapelle
Zwischen 1450 und 1475 wurde die Dreifaltigkeitskirche weiter ausgebaut. In der Zeit wurde auf der Südseite der Kirche die Barbarakapelle angebaut. Hinweise auf diese Bauzeit geben Wappenschilde auf Gewölbekonsolen in der Kapelle. Der Böhmische Löwe und das österreichische Bindenschild weisen auf die Bauzeit Mitte des 15. Jahrhunderts, als der Habsburger Albrecht II. und sein Sohn Ladislaus Postumus Könige von Böhmen und Landesherren der Oberlausitz waren.
In der Barbarakapelle befinden sich die kostbarsten mittelalterlichen Ausstattungsstücke der Dreifaltigkeitskirche. Der älteste Görlitzer Grabstein wird hier aufbewahrt. Er wurde für Johann Berka von Dubá aufgestellt, einem Sohn des damaligen Oberlausitzer Landvogtes Beneš Berka von Dubá.
Weitere Sehenswürdigkeiten in der Kapelle:
Skulptur „Christus in der Rast“
Die Holzskulptur, entstanden um 1500, zeigt den sinnierenden Christus auf dem Weg zu seinem Tod. Die Christusfigur gehörte zu einer Gruppe von Bildwerken, die sämtlich Auftragswerke des Görlitzer Kaufmannes und Bürgermeisters Georg Emmerich waren.
Die Beweinungsgruppe (auch Grablegungsgruppe)
1492 begann Hans Olmützer mit der Arbeit an der heute in der Barbarakapelle aufgestellten Beweinungsgruppe, die ebenfalls von Georg Emmerich gestiftet wurde. Der Sandsteinblock befand sich ursprünglich an der südlichen Chorwand des Frontaltars der Klosterkirche. Der vom Kreuz abgenommene Christus wird von seiner Mutter Maria, Johannes dem Evangelisten, Nikodemus und Josef von Arimathäa beweint. Die Inschrift lautet: Sit pius ille mihi quem fles dulcissima virgo („gnädig sei mir jener, den du beweinst, süßeste Jungfrau“).
Der ehemalige Altaraufsatz wurde 1607 überarbeitet. Im Zweiten Weltkrieg wurde er ausgelagert und kehrte 1962 aus Polen wieder zurück.
Flügelaltar Die „Goldene Maria“
Der spätgotische Flügelaltar stand bis 1713 auf dem einstigen Hochaltar im Chorraum. Er kam 1910 in die Barbarakapelle. Es handelt sich um einen Altaraufsatz, einen Wandelaltar mit einem Schrein und zwei beweglichen Flügelpaaren. Entgegen der auf der Predella (Sockel) angebrachten Inschrift ist er später als 1488, wahrscheinlich zwischen 1510 und 1515, in einer Breslauer Werkstatt entstanden. Im geöffneten Zustand zeigt er die Muttergottes mit Kind im Strahlenkranz, begleitet von drei Engeln. Die seitlichen Flügel zeigen Szenen aus dem Leben Marias. Werden die Flügel geschlossen ist in acht Bildern die Darstellungen der Stationen des Leidensweges Christi zu sehen.
Wird der Altar geschlossenen präsentiert sich die Darstellung der Kreuzigung, Grablegung, Auferstehung und Wiedergeburt Christi mit Maria und Johannes dem Täufer.
Der Flügelaltar wurde nach seiner Restaurierung im September 2001, am Tag des offenen Denkmals, der Öffentlichkeit wieder zugänglich gemacht und ist damit erstmals nach 20 Jahren wieder komplett zu sehen und voll funktionstüchtig.

Ausstattung der Barbarakapelle
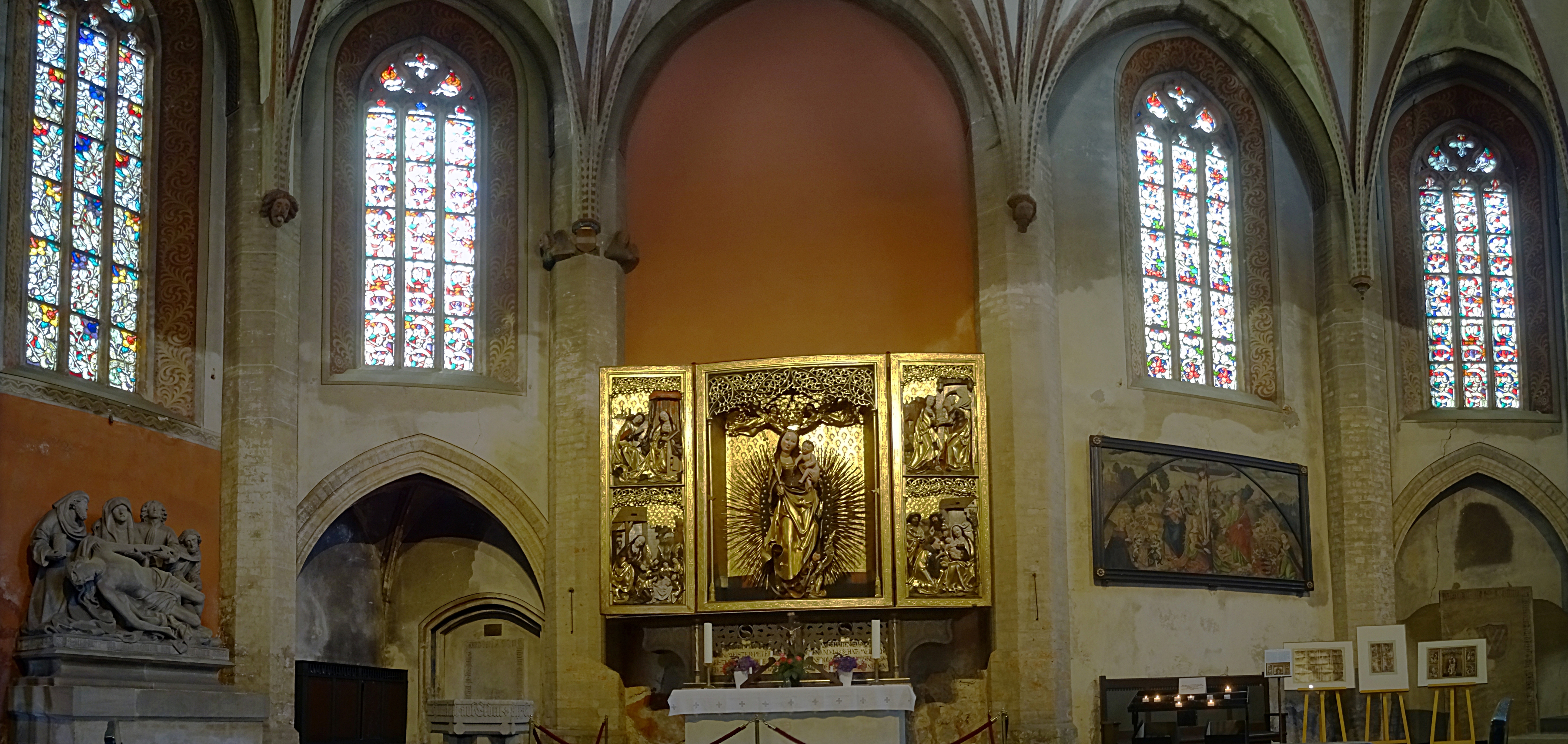
Panorama der Barbarakapelle
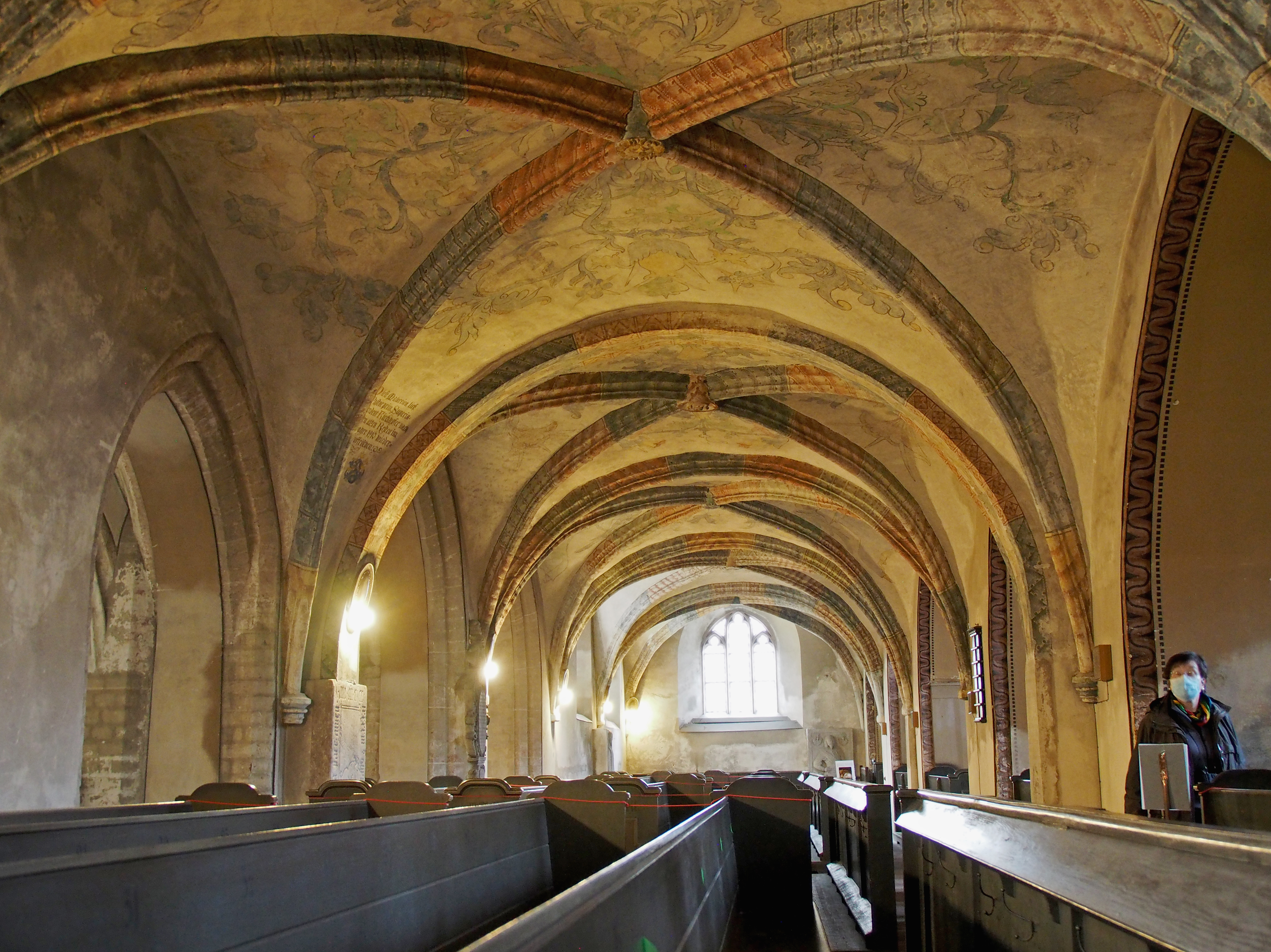
Kreuzganggewölbe
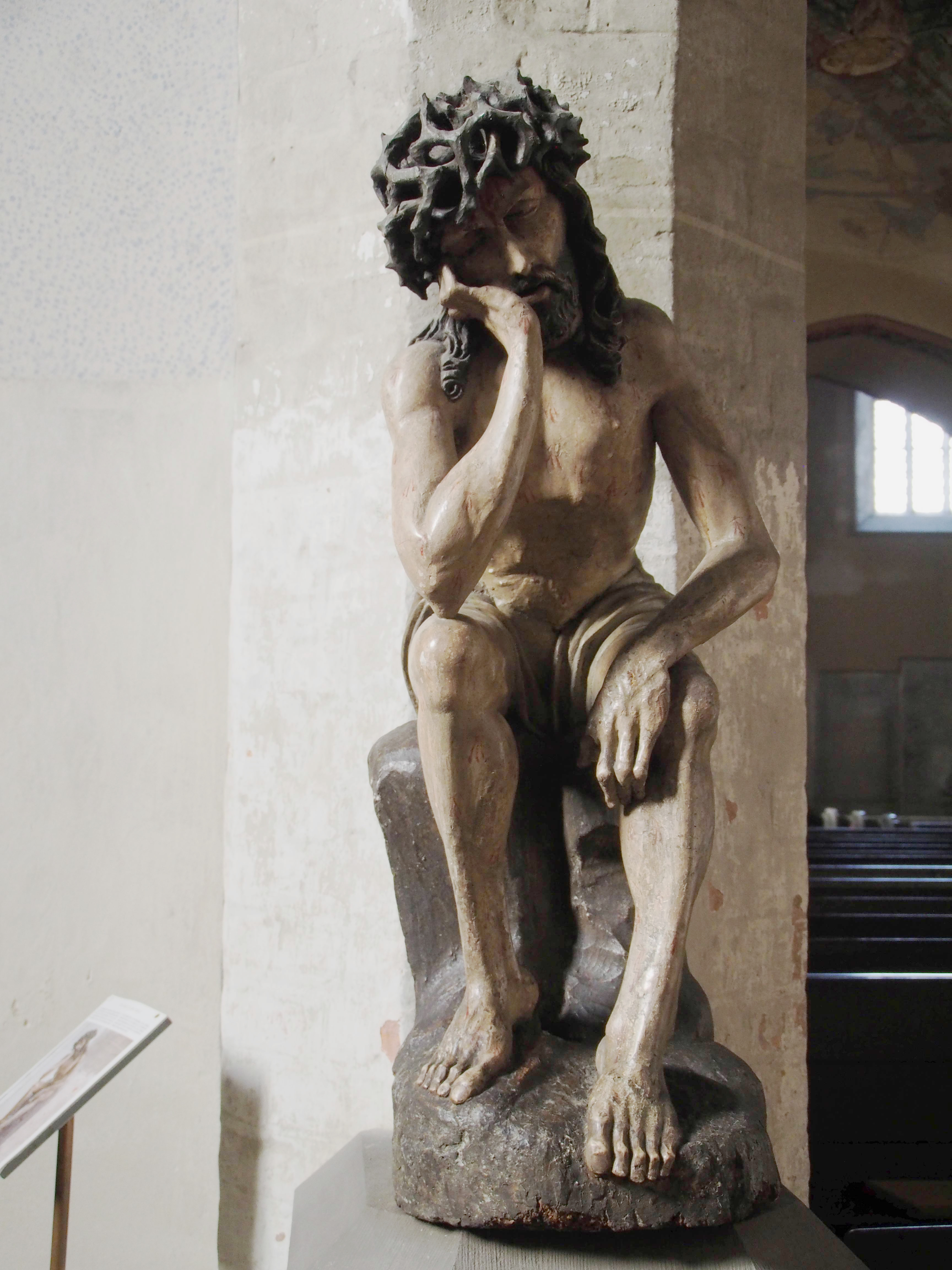
Christus in der Rast
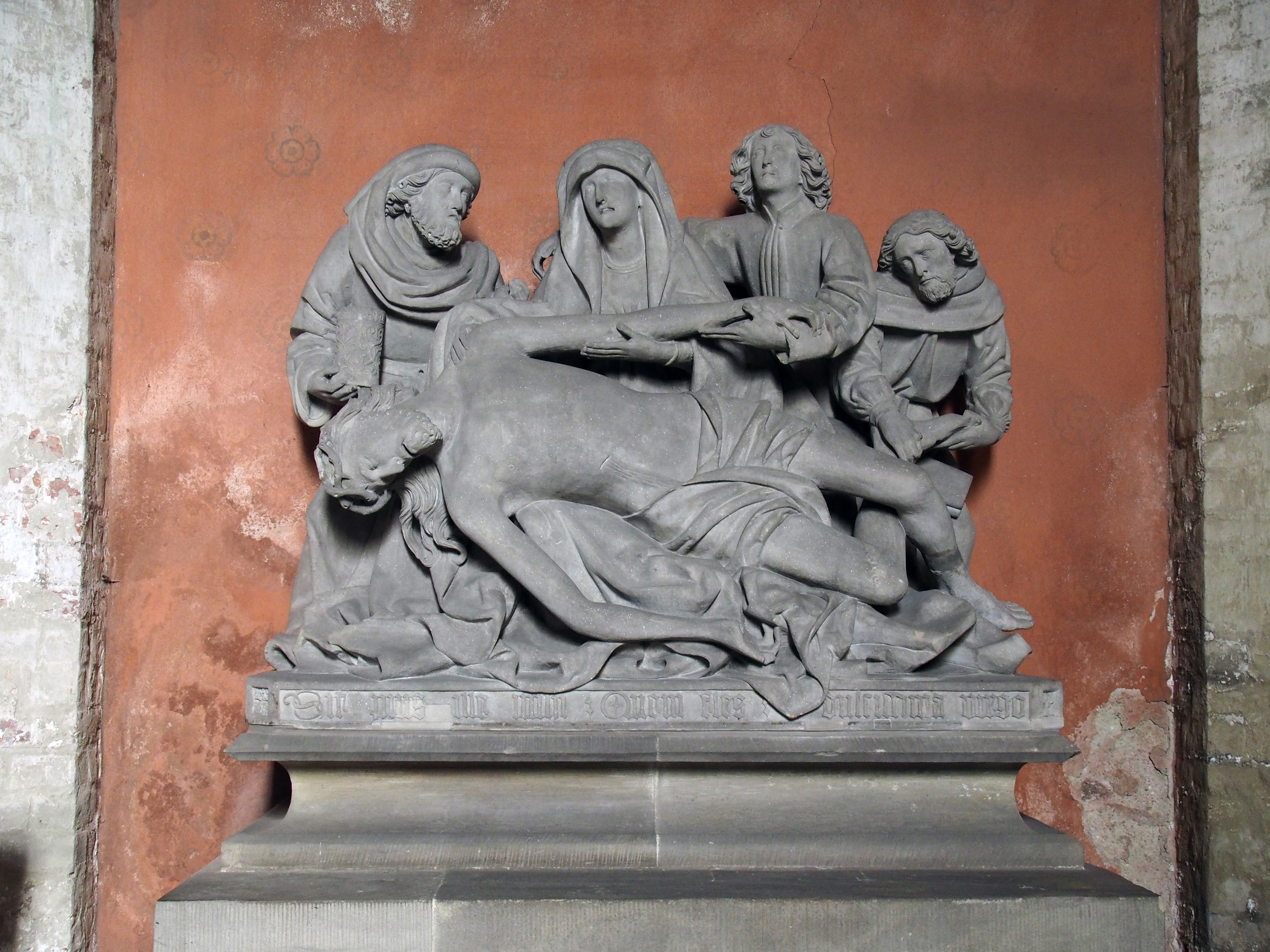
Die Beweinungsgruppe
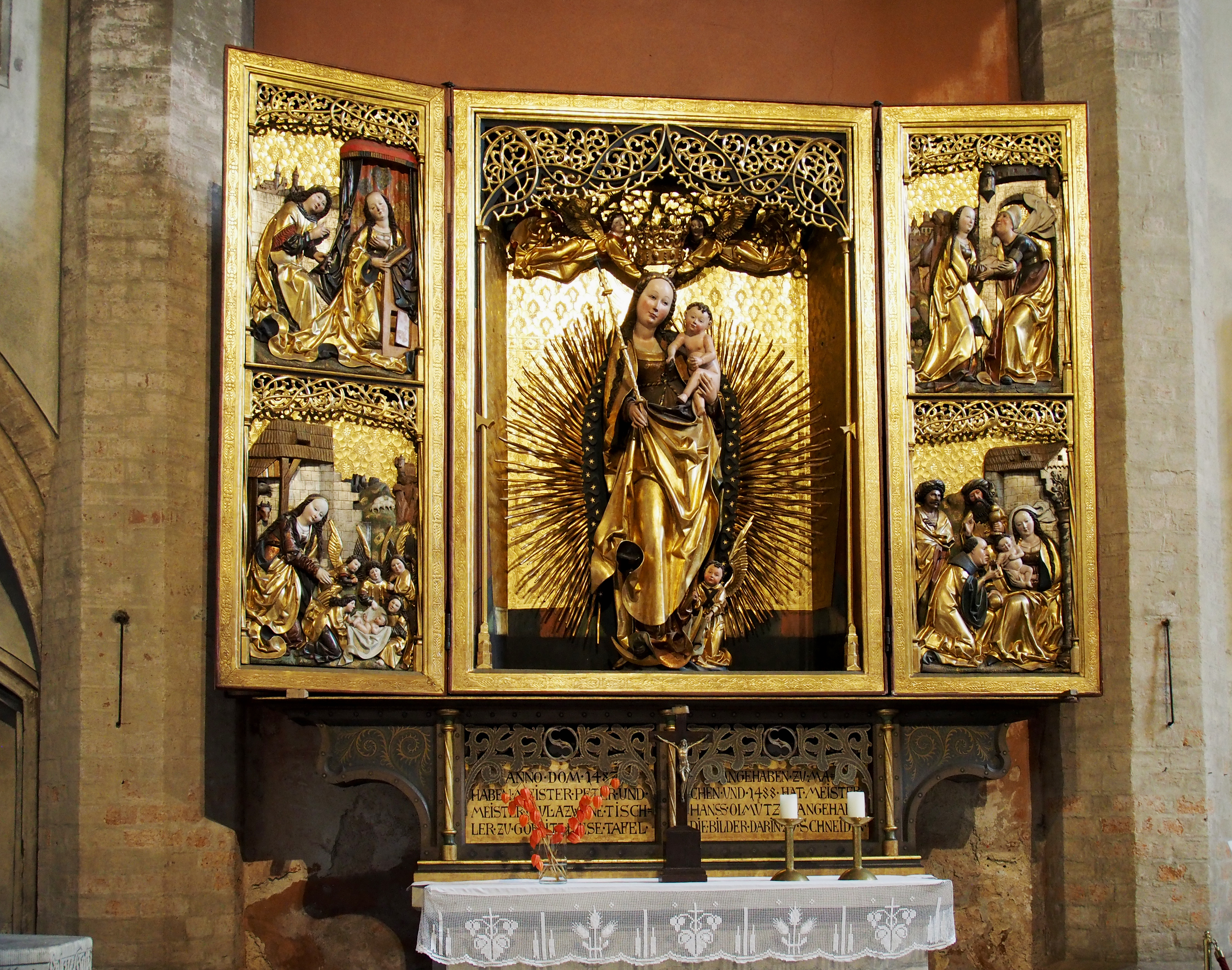
Flügelaltar „Goldene Maria“